# Крыжтопор
Замок Крыжтопор — памятник дворцовой и фортификационной архитектуры Речи Посполитой эпохи перехода от маньеризма к раннему барокко, построенный в 1627—1644 годах. Расположен в Свентокшиском воеводстве.

## Заказчик и строительство
Заказчиком был тогдашний Сандомирский воевода — Кшиштоф Оссолинский (1587—1645). Он получил село Уязд в 1619 году от отца. Кшиштоф решил построить новую резиденцию. Первые работы начались в 1627 году, но не были закончены.
Новый этап строительства начался, когда к созданию роскошной резиденции владелец привлек талантливого архитектора Лоренцо Сенеса, представителя первого, богато одаренного поколения итальянских мастеров начала XVII века, приглашенных для работы в Речь Посполитую.
Владелец потратил огромную кучу денег, которую оценивают в 30 000 000 злотых, и не очень ограничивал творческое вдохновение архитектора, которого позже причислят к наиболее оригинальным среди тех, кто работал в XVII веке. Здания созданы в стилистике перехода от маньеризма к раннему барокко.
Сооружение было распространенным тогда образцом «дворца в крепости» («palazzo in fortezza»). Среди подобных — Подгорецкий замок Конецпольского (выстроен в 1635—1640 годах), дворец Мнишека в селе Мурованом и тому подобное. В пятиугольный двор крепости был артистично вписан сложного плана дворец, с двумя внутренними дворами — овальным и в виде трапеции. Предполагаемый планом дворец правителя имел четыре этажа, служебные крылья — два. В качестве строительного материала использовали местный камень и кирпич. Северный участок на террасах под замком был использован для создания регулярного сада. Четыре башни новой дворцовой постройки олицетворяли четыре времени года, пятьдесят два зала — количество недель в году. Новый дворец сохранил ров вокруг крепостных стен и бастионы, на которых стояли пушки.
Общая площадь замка — 1,3 гектара, периметр крепостных стен — семьсот (700) метров. (Нечто подобное имел замок кардинала Александра Фарнезе в Капрарола, Италия, где пятиконечное сооружение, однако, не имело открытого наружу двора). Общая площадь всех помещений замка составляла 70 000 м². По сохранившимся планам — это беспрецедентное сооружение на территории Речи Посполитой, одновременно оборонительное и парадное.
Все это в годы, когда на землях Польши уже активно работает первое поколение итальянских архитекторов — иезуитов в стиле раннего барокко (Джакомо Бриано, Джованни де Росси, Ян Мария Бернардони т.д.), которые работали преимущественно в области сакральной архитектуры.

## Резиденция
Первый обладатель умер через год после окончания строительных работ в роскошной резиденции. Замок получил в наследство сын — Бодуин Оссолинский. Но и он скончался в 1649 году, не оставив прямых потомков. Дворец перешел к родственнику из семьи Калиновских. В 1655 земли и замок захватили шведские солдаты, которые грабили замок на протяжении двух лет.
Замок был настолько поврежден за эти два года, что после ухода шведов его восстановление признавали слишком дорогим. Восстановили для жилья только западное крыло замка, где жили представители родов Морштынов, Вишневецких, Пацов. Главные сооружения самого дворца оставались разрушенными.
В 1770 году, во время Барской конфедерации, замок взяли и разрушили солдаты Российской империи, что привело к его полному упадку. Новые разрушения замок претерпел в годы второй мировой войны.

## Неудачные попытки реставрации
В послевоенный период, в конце 1950-х годов, делом восстановления уникального на территории Польши замка занимался профессор Альфред Маевский. Он хлопотал о разрешении на восстановление значимого сооружения середины XVII века и получение от государства соответствующих средств. На волне энтузиазма после восстановления разрушений Варшавы, польских городов и сел это казалось не таким уж трудным делом. Консервационные и восстановительные работы начались, но были прекращены. В 1970-е проект восстановления замка Крыжтопор был заново переработан специалистами Технического университета города Кракова. Работы начались с главных ворот замка, но в начале 1980-х вновь были приостановлены.
В ноябре 2005 года была основана ассоциация содействию восстановления и ухода за замком Крыжтопор. Начались работы по созданию новой документации по восстановлению и реставрации замка. Реставрация потребовала в то время 200 000 000 долларов. Но это годовой бюджет всего воеводства, что не способствовало восстановительным работам. Желание профинансировать восстановление проявил Институт Собеских. Институт декларировал восстановление хотя бы одного исторически значимого объекта от каждого воеводства. В Свентокшиском воеводстве таким объектом мог быть замок Крыжтопор.